# Utagawa Toyokuni II.

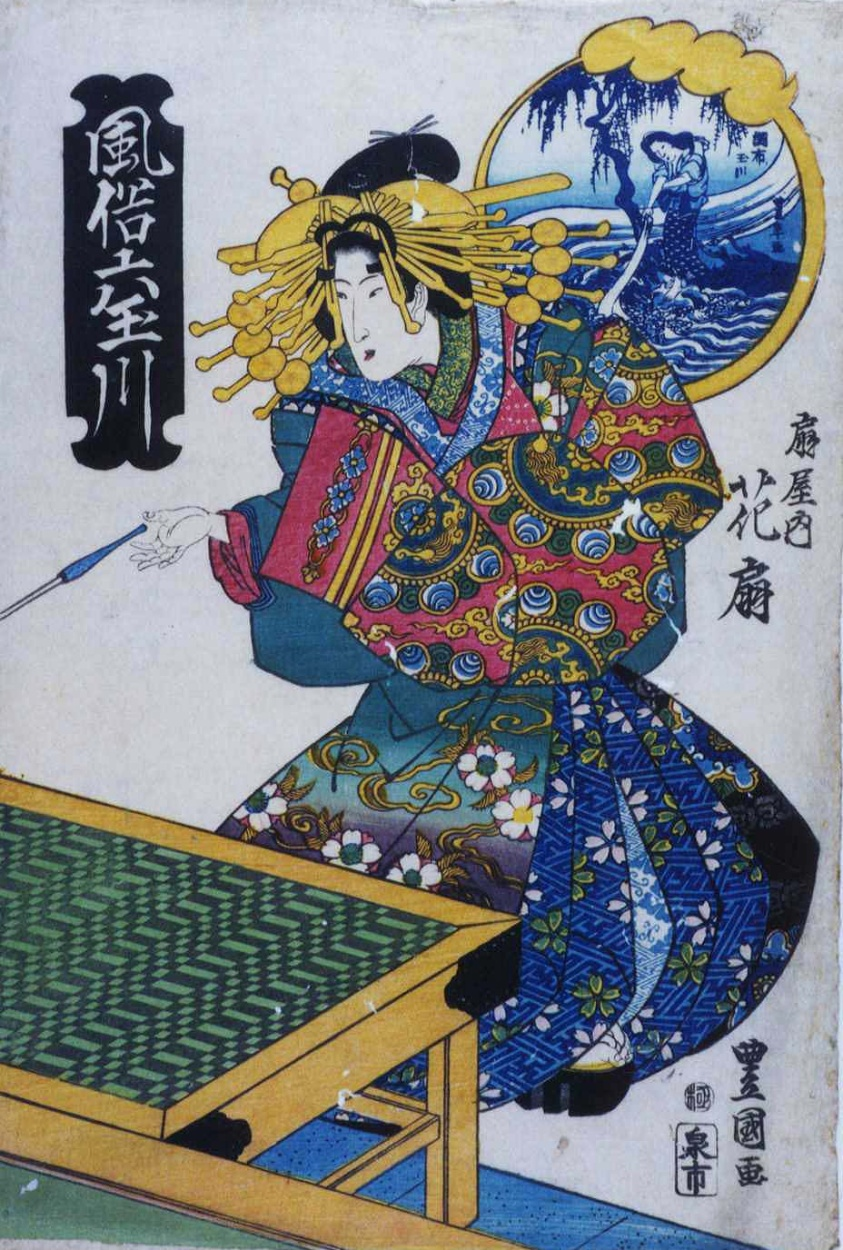
Druck aus der Serie „Die sechs Juwelenflüsse“, Titel „Hanaōgi aus dem Haus Ōgi“

Utagawa Toyokuni II.  (jap. 歌川 豊国 二代, ~ nidai;  * 1777?; † 1835 in Edo), auch bekannt als Utagawa Toyoshige  (歌川 豊重), war ein Meister des japanischen Farb-Holzschnitts und der Malerei im Stil des ukiyo-e, der in Edo lebte und arbeitete. 

## Leben und Werk
Über das Leben Toyokunis II. ist so gut wie nichts bekannt. Sein Geburtsjahr ist nicht gesichert, wird allgemein jedoch für das Jahr 1777 angenommen. Sein bürgerlicher Name war Genzō 源蔵. Mit großer Wahrscheinlichkeit wurde er 1818, das heißt im Alter von 41 Jahren, Lehrling im Studio von Utagawa Toyokuni I., um eine Ausbildung als Holzschnittkünstler zu beginnen. Gesichert ist, dass er 1825 kurz vor dessen Tod von seinem Meister adoptiert wurde, von dem er einige Jahre zuvor den Künstlernamen Toyoshige erhalten hatte. Anders als in der Literatur häufig angegeben, war er nicht Schwiegersohn von Toyokuni I., dessen einzige Tochter, Okin, im Jahr 1826 einen gewissen Watanabe Ihei heiratete. Nach dem Tod des Lehrmeisters übernahm Toyoshige dessen Namen Toyokuni, den er bis zu seinem eigenen Tod im Jahr 1835 verwendete. Um ihn von seinem Vorgänger zu unterscheiden, wurde er von seinen Zeitgenossen auch Hongō Toyokuni genannt, da er im Stadtviertel Haruki im Edoer Stadtbezirk Hongō wohnte.
Die Vermutung, dass Toyoshige mit Toyokunis I. Schüler Kunishige identisch ist, gilt als wenig wahrscheinlich. Von Letzterem ist als einzige Arbeit die Illustration eines Buches aus dem Jahr 1817 bekannt. Mit Toyoshige signierte Farbholzschnitte dagegen sind erst aus dem Jahr 1823 nachgewiesen. Unbekannt ist, welchen Beruf Toyokuni II. vor dem Beginn seiner Ausbildung als Holzschnittkünstler ausübte. Ungeklärt sind die Umstände und Beweggründe seiner Adoption durch Toyokuni I., mit der dieser einen unbekannten und relativ unbedeutenden Künstler zu seinem Nachfolger und damit Oberhaupt der Utagawa-Schule bestimmte. Ebenso bestehen Zweifel daran, ob er mit dessen Einverständnis den Namen Toyokuni weitergeführt hat. Laut einer Aussage einer Urenkelin Toyokunis I. hätte er den Namen nicht geerbt, sondern sich ihn gegen den Widerstand der restlichen  Familie angeeignet.

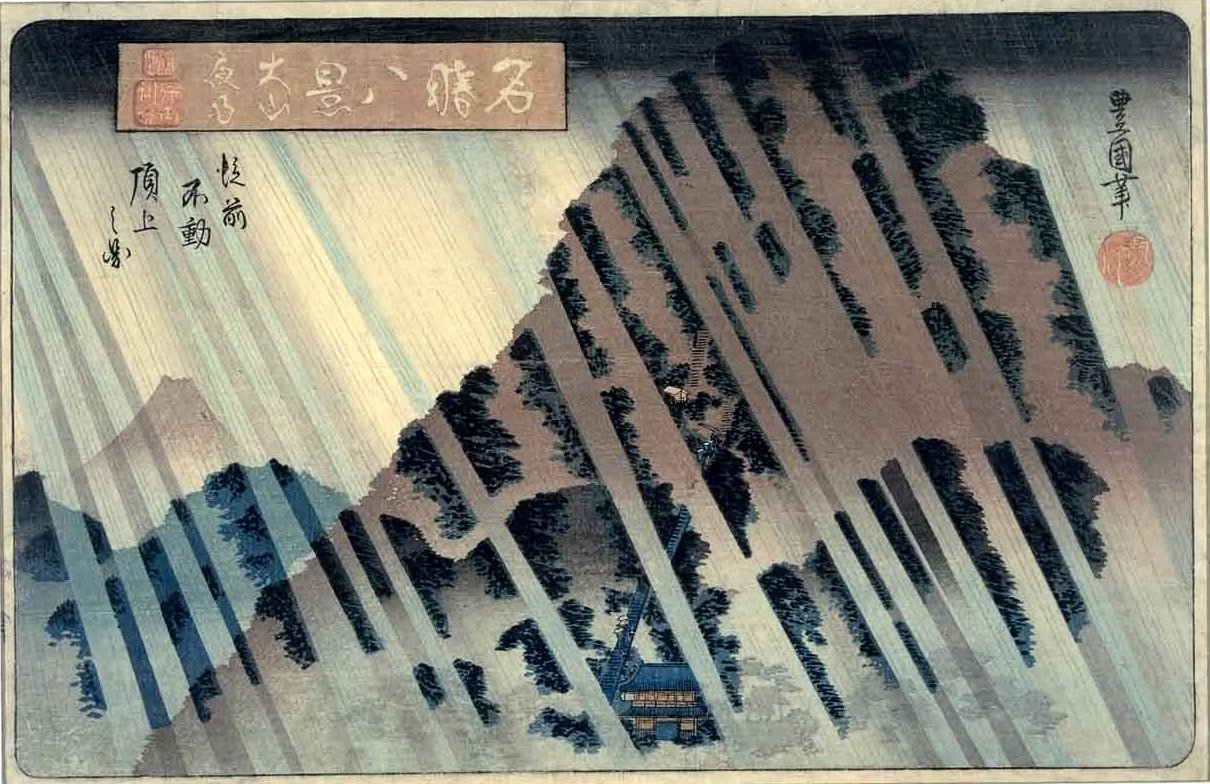
Druck aus der Serie „Acht wunderbare Ansichten“, „Nächtlicher Regen in Oyama“

Der erste datierbare Druck Toyokunis II. stammt aus dem Jahr 1823 und ist der Entwurf für ein Fächerblatt. Bis zur Namensänderung im Jahr 1825 erschienen einige weitere Drucke, zumeist Schauspielerdrucke. Nur knapp über 30 von ihm entworfene Drucke aus dieser Zeit sind bekannt. In den folgenden Jahren bis 1835 entwarf er weiter Schauspielerdrucke und erweiterte sein Tätigkeitsfeld auf Bijin-e (Drucke schöner Frauen) und Sumō-e (Drucke von Sumō-Ringern). Gelegentlich wurde er mit dem Entwurf von Surimono, Musha-e (Drucke berühmter Helden bzw. historischer Begebenheiten), Landschaftsdrucken und der Anfertigung von Gemälden beauftragt. Im Verlauf seiner Tätigkeit als Grafiker war er gelegentlich auch als Illustrator von populären Erzählungen und Romanen tätig. Insgesamt umfasst sein Werk nur wenige hundert Drucke. Zu seinen bekannteren Arbeiten zählen die Drucke der Serie „Acht wunderbare Ansichten“ (meisho hakkei).
Seine ersten Drucke waren mit Toyoshige signiert, 1824 zusätzlich mit dem Beinamen Ichiryūsai (一龍斎) versehen. Zumindest ein Druck nach der Adoption ist mit „Toyokuni sui Toyoshige ga“ (dt. „gezeichnet von Toyokunis Sohn Toyoshige“) bezeichnet. Nach dem Namenswechsel im Jahr 1825 signierte er kurze Zeit mit „nidaime Toyokuni ga“ (dt. „gezeichnet von Toyokuni II.“), anschließend nur noch mit „Toyokuni ga“ (dt. „gezeichnet von Toyokuni“); im Jahr 1829 verwendete er dabei noch den Beinamen Gosotei (後素亭).
Toyokuni II. hatte einige Schüler, darunter Kuniharu (国春), Kunihiro (国弘), Kunimori I. (国盛), Kunitomi I. (国富), Kunitsuru I. (国靏) sowie Kunishige II. (国重). Keinem von ihnen war größerer künstlerischer Erfolg beschieden und von allen sind jeweils nur einige wenige Drucke bekannt.